# Бокейханський сільський округ
Бокейха́нський сільський округ (каз. Бөкейхан ауылдық округі, рос. Бокейханский сельский округ) — адміністративна одиниця у складі Курмангазинського району Атирауської області Казахстану. Адміністративний центр та єдиний населений пункт — село Бокейхан.
Населення — 1789 осіб (2021; 1765 у 2009, 1710 у 1999, 1622 у 1989).
Станом на 1989 рік існувала Байдинська сільська рада (село Котяєвка). 2022 року Байдинський сільський округ отримав сучасну назву.